# 安川加壽子
安川 加壽子（やすかわ かずこ、1922年2月24日 - 1996年7月12日）は、1940年代から活躍した日本のピアニスト。旧姓、草間。独身時代は草間 加壽子（くさま かずこ）として活動していた。
兵庫県武庫郡深江（現・兵庫県神戸市東灘区深江）生まれ。父、草間志亨は、シカゴ大学を卒業後に国際連盟事務局などに勤めた外交官、母はオーバリン大学を卒業した世良。1923年からパリで育ち、当時のフランスで最も新しい流儀を身に付け、帰国後は日本の楽壇の中心人物として演奏活動、教育活動を行った。

## 略歴
- 1923年 - 一家で渡仏[4]。
- 1934年 - パリ国立高等音楽院ピアノ科本科入学、ラザール・レヴィに師事。
- 1937年 - 音楽院一等賞卒業。
- 1939年 - 国際情勢悪化のため帰国。1940年国内でのデビューリサイタル。
- 1944年 - 国文学者・安川定男と結婚[5]。二男一女をもうける。
- 1983年 - リウマチの悪化により引退。

## 受賞歴
- 1937年 - パリUFAM国際婦人コンクール名誉賞
- 1947年 - 芸術祭文部大臣賞
- 1953年 - 毎日音楽賞
- 1959年 - 学術シュヴァリエ勲章（フランス政府）
- 1960年 - 文芸オフィシエ勲章（フランス政府）
- 1967年 - レジオンドヌール勲章シュヴァリエ（フランス政府）
- 1970年 - 第21回NHK放送文化賞
- 1972年 - 第13回毎日芸術賞
- 1975年 - 第31回日本芸術院賞[6]
- 1984年 - ポーランド国家功労金章
- 1986年 - 第2回東京都文化賞、有馬賞（NHK交響楽団）
- 1993年 - 勲二等瑞宝章（春の叙勲）
- 1994年 - 文化功労者顕彰

## 審査員歴
- 1971年 - ロン＝ティボー国際音楽コンクール審査員
- 1973年 - ジュネーヴ国際音楽コンクール審査員
- 1975年 - エリザベート王妃国際音楽コンクール審査員
- 1976年 - ハエン国際音楽コンクール審査員
- 1977年 - クリーブランド国際音楽コンクール審査員、ロベール・カサドシュ国際ピアノコンクール審査員
- 1978年 - エリザベート王妃国際音楽コンクール審査員
- 1980年 - ショパン国際ピアノコンクール審査員、日本国際音楽コンクール運営委員および審査員
- 1981年 - ロン＝ティボー国際音楽コンクール審査員
- 1982年 - サンタンデール国際ピアノコンクール審査員
- 1983年 - 日本国際音楽コンクール運営委員および審査員
- 1985年 - シドニー国際ピアノコンクール審査員、クリーブランド国際音楽コンクール審査員
- 1986年 - 日本国際音楽コンクール運営委員長
- 1987年 - エリザベート王妃国際音楽コンクール審査員
- 1988年 - モントリオール国際音楽コンクール審査員
- 1991年 - エリザベート王妃国際音楽コンクール審査員、浜松国際ピアノコンクール運営委員および審査員長

## 役職歴
日本芸術院会員、芸術家会議会長、日本演奏連盟理事長、日本ピアノ教育連盟会長、日仏音楽協会会長、フランス語教育振興協会会長、NHK交響楽団評議員、日本フィルハーモニー交響楽団理事、日本ショパン協会会長、日本フォーレ協会会長、日本音楽コンクール委員・審査員、日本国際音楽コンクール運営委員長、ABC音楽振興財団審査員長、シンフォニーホール賞委員、日本芸術文化振興財団委員、芸術研究振興財団理事。三菱文化振興財団理事、日本ユニセフ協会評議員、東京文化会館運営審議会委員、東京芸術劇場運営審議会委員、東京藝術大学名誉教授、桐朋学園大学客員名誉教授、大阪音楽大学客員教授

## 教育版
戦後、ドビュッシーの楽譜の輸入版が高価すぎることや、フランス直伝の教えを受けられない人々のために、ドビュッシーピアノ独奏作品全集を分冊の形で音楽之友社から出版している。運指やペダリングは独自のものが書かれており、現在でも使えると主張するピアニストも少なくない。安川の没後に欠番であった連弾・2台ピアノのための曲集も出版されている。

## 刊行著作
- 『私のピアノ演奏を語る　フォーレ　ドビュッシー　ラヴェルを中心に』芸術現代社、1981年
  - 新版『フランスのピアノ音楽を語る　フォーレ・ドビュッシー・ラヴェルを中心に』芸術現代社、1994年
- 『蘇る、安川加壽子の「ことば」』青柳いづみこ編、音楽之友社、2022年。インタビュー記事・執筆記事等の集成

## 評伝
- 青柳いづみこ『翼の生えた指 評伝安川加壽子』（第9回吉田秀和賞受賞）

白水社、1999年／白水Uブックス、2008年、著者は門弟